# メリル・ストリープ
メリル・ストリープ（Meryl Streep, 1949年6月22日 - ）は、アメリカ合衆国の女優。更新不可能と言われたキャサリン・ヘプバーンの持つアカデミー賞ノミネート回数の記録を23年ぶりに塗り替える等、数々の賞を受賞。

## 来歴

### 生い立ち
ニュージャージー州サミット出身。父親のハリー・ウィリアム・ストリープは製薬会社の役員、母親のメアリー・W・ストリープはコマーシャル・アーティスト。
スイス、ドイツ、アイルランド、イングランドの血を引くオランダ系アメリカ人である。
ストリープという名前は、アメリカに移住する当時、彼女の先祖が自らの名前（苗字）に線を引いた（＝ストライプを引いた）ことに因む。
オランダ移民であった先祖は、ストライプという発音が訛り、ストリープという響きに変化し、そう名乗るようになった。
1963年、一家は同じ州のバーナーズヴィルに引っ越し、ストリープはバーナーズ高校に入学した。
ヴァッサー大学在学中に奨学金を得て、イェール大学演劇大学院で学び、卒業時にはキャロル・ダイ演技賞を受賞した。クラスメイトにはシガニー・ウィーバーなどがいた。

### キャリア
イェール大学を卒業後、1975年にニューヨークに移り住む。パブリック・シアターのレパートリー作品に出演。舞台俳優としてキャリアをスタートさせる。
1976年、ニューヨーク・シェイクスピア・フェスティバルで上演された『ヘンリー五世』と『尺には尺を』に出演。『尺には尺を』ではサム・ウォーターストンとジョン・カザールと共演した。このときの共演がきっかけでカザールとの交流が生まれ、彼との関係はカザールが1978年に没するまで続いた。同年、ブロードウェイ・デビュー作となったテネシー・ウィリアムズ作の『綿でいっぱいの27台のワゴン』及びアーサー・ミラー作の『二つの月曜日の記憶』の2作品でトニー賞ならびにドラマ・デスク賞にノミネートされ、シアター・ワールド賞とアウター・クリティック・サークルの演技賞を受賞。
またこの頃『タクシードライバー』（1976年2月公開）のロバート・デ・ニーロの演技に衝撃を受け、映画のオーディションを受け始める。『キングコング』のヒロイン役のオーディションにも出ているが、プロデューサーのディノ・デ・ラウレンティスに酷評され落とされている。
1977年、フレッド・ジンネマン監督の『ジュリア』で映画デビュー。同年、アントン・チェーホフ作の『桜の園』の舞台に立つ。『桜の園』における彼女の演技に目を止めたロバート・デ・ニーロは、『ディア・ハンター』の彼の相手役としてストリープを推挙。1978年12月公開の同作品で第51回アカデミー賞助演女優賞にノミネートされる。
1979年公開の『クレイマー、クレイマー』でアカデミー助演女優賞を、1982年公開の『ソフィーの選択』でアカデミー主演女優賞を受賞。さらに、2011年公開の『マーガレット・サッチャー 鉄の女の涙』で、アカデミー主演女優賞を受賞した。
2012年の第62回ベルリン国際映画祭で金熊名誉賞を受賞し、2016年の第66回ベルリン国際映画祭では審査委員長に選出された。2023年アストゥリアス皇太子賞芸術部門受賞。2024年の第77回カンヌ国際映画祭において名誉パルム・ドールが授与された。

### 演技スタイル
役に成りきるために、事前には徹底したリサーチを行うが、台本はあまり読み込まず数回程度が常である。彼女がオスカーを獲得した『ソフィーの選択』では役作りのためにロシア語訛りのポーランド語、ドイツ語及びポーランド語訛りのある英語を自在に操るなど、作品の背景や役柄に応じてアメリカ各地域のイントネーションを巧みに使い分けている。この特徴は彼女の代名詞ともなっており、そもそもは、彼女が女優を志す以前に、オペラ歌手志望で訓練を受けていたためである。音楽の世界で培われた絶対音感もあるため、ストリープは全米で「訛りの女王」と呼ばれ、その秀でた類いまれなる才能は高く評価されている。ロバート・デ・ニーロはストリープのことを自分と最も息の合う女優と言っている。
2020年現在、アカデミー賞に21回ノミネートされており、これは俳優としては最多の記録である。また、ゴールデングローブ賞を8回受賞（29回ノミネート）しており、男優・女優を通じて史上最多記録である。

### 私生活
恋愛歴そのものは一途と呼べなかったが大女優としては非常に珍しく、初婚を貫いた。舞台『尺には尺を』で共演したジョン・カザールと婚約していたが、カザールが1978年3月12日に癌で死亡したために結婚にいたらなかった。同年9月30日、彫刻家ドン・ガマー（Don Gummer、ドナルド・ガマー）と結婚。ガマーとの間に4人の子供がいる。また、1993年に北九州市の国際村交流センターの完成に合わせて設置されたガマーの彫刻の除幕式の際に来日しており、式典後に同市で行われるわっしょい百万夏まつりのパレードにも夫婦で参加した（『ナイトシャッフル』（2012年11月25日放送分）より）。娘のメイミー、グレース、ルイーザも女優として活動している。息子のヘンリーはミュージシャン兼俳優として活動している。2023年、ストリープとガマーは6年以上別居していると報じられた。

### 言動
- マーガレット・サッチャー元首相の死去に際して、サッチャリズムに対しては否定的な評価を下したものの､「私にとって、彼女の信念の強さと気概は畏敬の念を抱かずにはいられないものだった。」と述べた[11]。

- 2014年、ナショナル・ボード・オブ・レビュー賞の授賞式において、ウォルト・ディズニーが女性アニメーターにあてた手紙を引用しつつ、「彼は女性差別主義者で反ユダヤ主義者である」と批判した[12]。

- 2017年1月、2016年ゴールデングローブ賞の授賞式での生涯功労賞（セシル・B・デミル賞）の受賞にあたって、名指しを避けながらもドナルド・トランプを批判し、「無礼は無礼を招き、暴力は暴力を招く。権力者がその地位を使って他者をいじめたら、私たちは全員負け」と述べて、最後に亡くなったキャリー・フィッシャーの言葉を取り上げて「壊れた心を取り出してそれを芸術に変えよう」と述べた[13][14]。

#### 批判
2017年1月、2016年のゴールデングローブ賞の授賞式での生涯功労賞（セシル・B・デミル賞）の受賞にあたって、「ハリウッドにはアウトサイダーたちと外国人たちがそこらじゅうにいます。もし彼らを追い出そうとしたならば、フットボールと総合格闘技（マーシャルアーツ）の試合ぐらいしか見るものがなくなってしまうでしょう。残念ながらそれらは芸術（アーツ）ではありません」と発言したことにより、総合格闘技関係者から批判が相次いだ。UFCリポーターであるミーガン・オリヴィも「同意できないわ。アスリートは自分のことをアーティストだと思っているし、物凄く多様性がある、勝手な思い込みで決めつけないで欲しい」「差別を反対すると言っておきながら、スキルがあり一生懸命働いている人たちを差別するのは本当にオカシイわ」と反論。

## ギャラリー

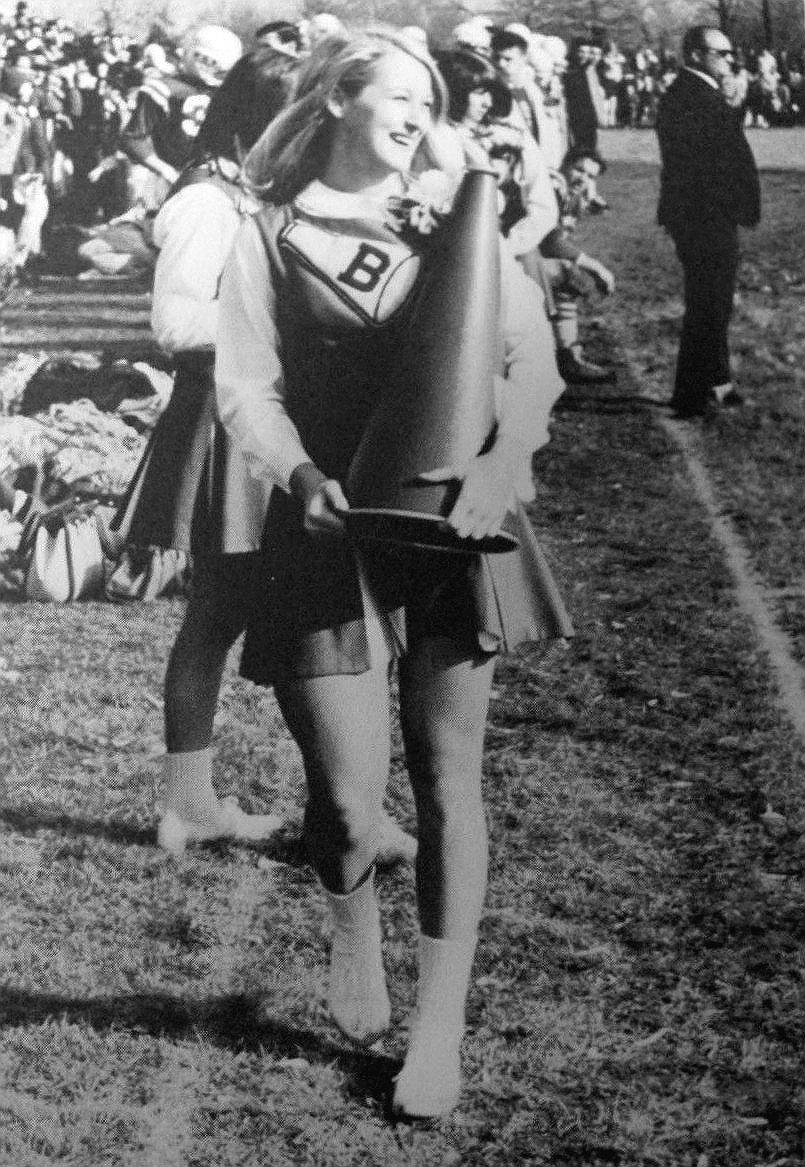
バーナーズ高校時代（1966年）
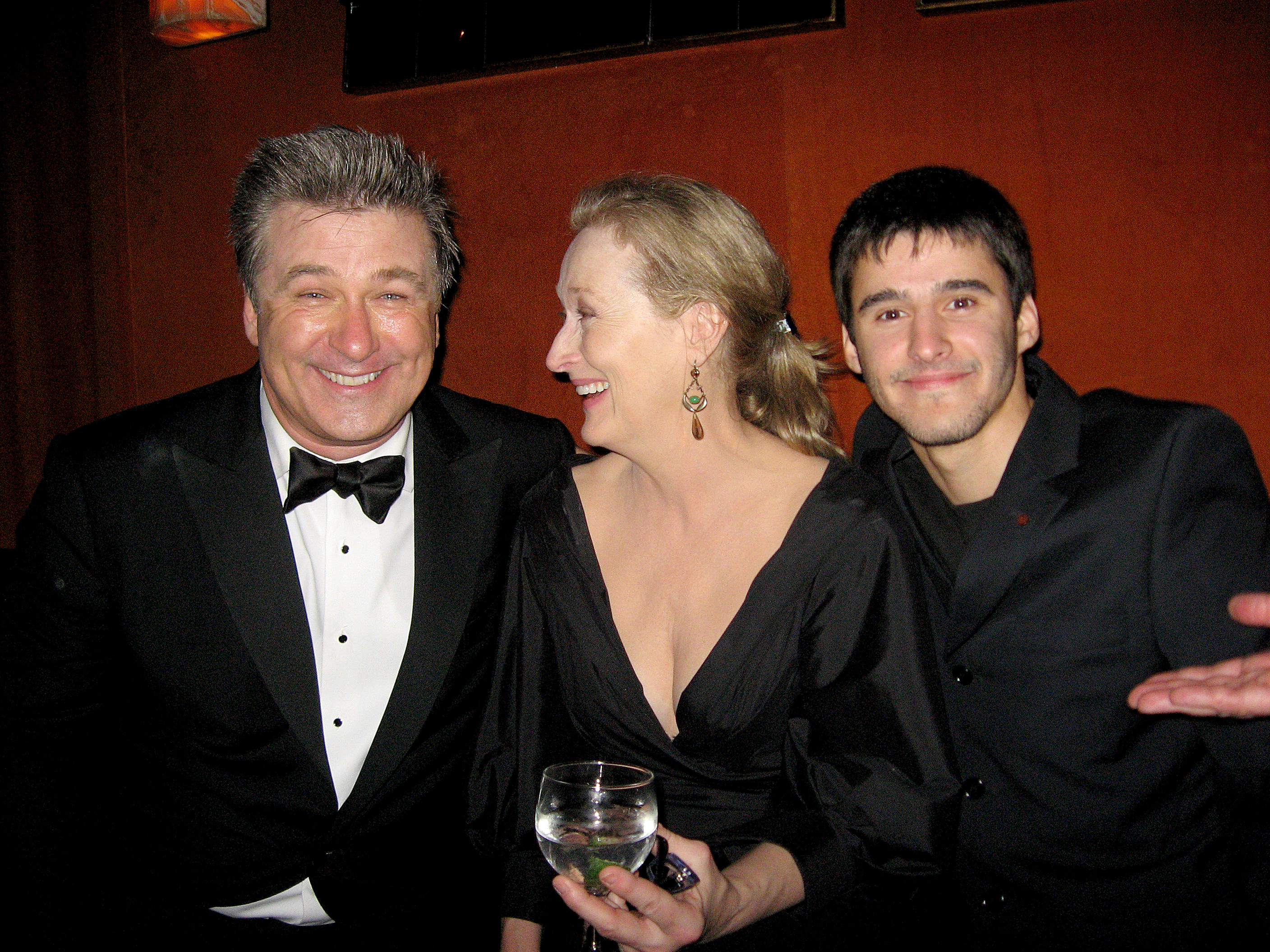
アレック・ボールドウィン、ジョシュ・ウッドと（2009年1月25日）
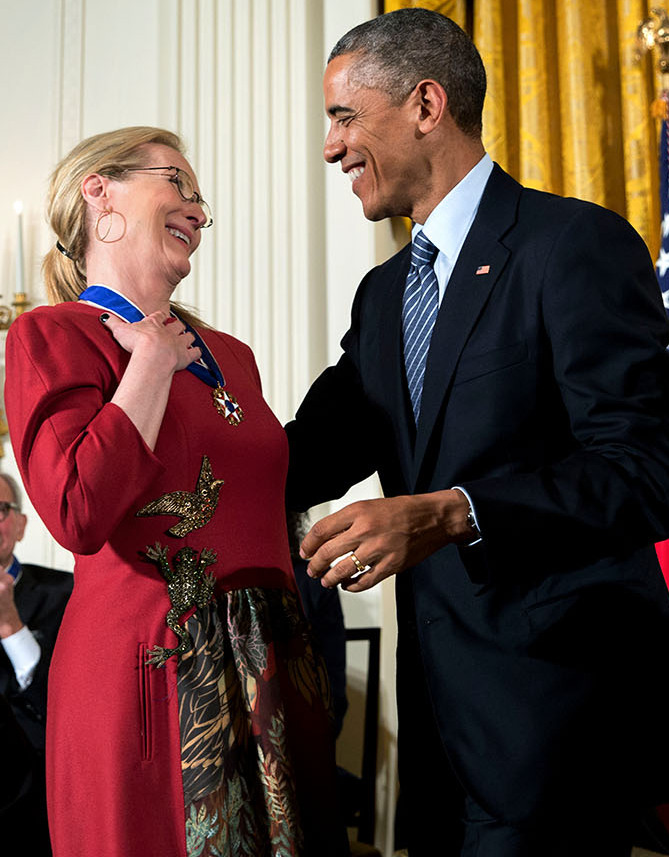
バラク・オバマ大統領と（2014年11月24日）
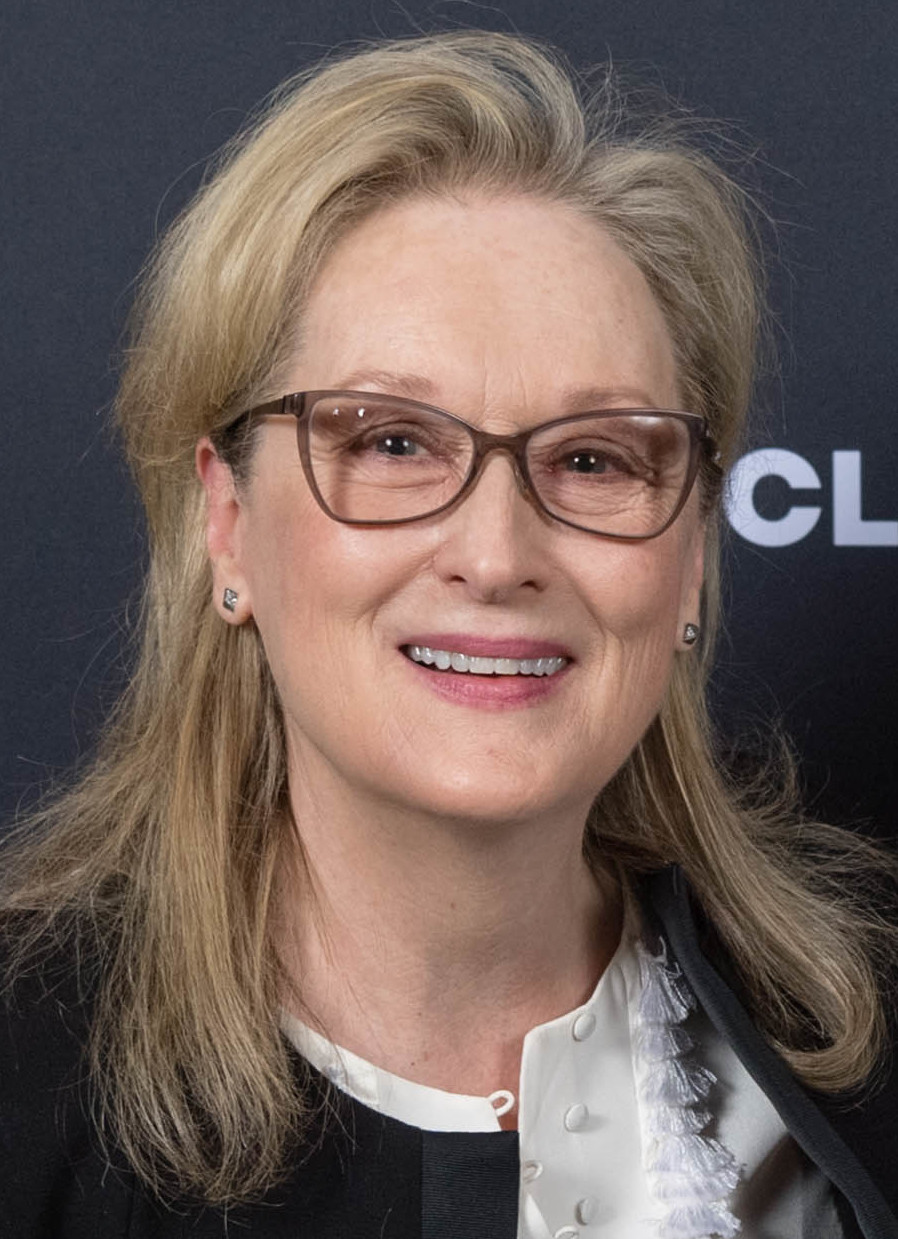
2018年

## 主な出演作品

### 映画
| 公開年 | 邦題 原題                                                                                        | 役名                                   | 備考 | 吹き替え                                        |
| ------ | ------------------------------------------------------------------------------------------------ | -------------------------------------- | --- | ----------------------------------------------- |
| 1977   | ジュリア Julia                                                                                   | アン・マリー                           | | TBA                                             |
| 1978   | ディア・ハンター The Deer Hunter                                                                 | リンダ                                 | アカデミー助演女優賞ノミネート                                                                                  | 池田昌子（フジテレビ版）                        |
| 1979   | マンハッタン Manhattan                                                                           | ジル                                   | | 横尾まり（TBS版）                               |
| 1979   | 或る上院議員の私生活 The Seduction of Joe Tynan                                                  | カレン                                 | | （吹き替え版なし）                              |
| 1979   | クレイマー、クレイマー Kramer vs. Kramer                                                         | ジョアンナ・クレイマー                 | アカデミー助演女優賞受賞 ゴールデングローブ賞 助演女優賞受賞                                                    | 池田昌子（日本テレビ版） 田中敦子（BD版）       |
| 1981   | フランス軍中尉の女 The French Lieutenants Woman                                                  | サラ / アンナ                          | 英国アカデミー賞 主演女優賞受賞 ゴールデングローブ賞 主演女優賞 (ドラマ部門)受賞 アカデミー主演女優賞ノミネート | 池田昌子（TBS版）                               |
| 1982   | ソフィーの選択 Sophie's Choice                                                                   | ソフィー                               | アカデミー主演女優賞受賞 ゴールデングローブ賞 主演女優賞 (ドラマ部門)受賞                                       | 池田昌子（日本テレビ版） 日野由利加（BD版）     |
| 1982   | 殺意の香り Still of the Night                                                                    | ブルック・レイノルズ                   | | 小林哲子（TBS版）                               |
| 1983   | シルクウッド Silkwood                                                                            | カレン・シルクウッド                   | アカデミー主演女優賞ノミネート                                                                                  | 戸田恵子（NHK総合版） 池田昌子（読売テレビ版）  |
| 1984   | 恋におちて Falling In Love                                                                       | モリー・ギルモア                       | | 日色ともゑ（フジテレビ版）                      |
| 1985   | 愛と哀しみの果て Out of Africa                                                                   | カレン                                 | アカデミー主演女優賞ノミネート                                                                                  | 池田昌子（日本テレビ版） 萩尾みどり（ソフト版） |
| 1985   | プレンティ Plenty                                                                                | スーザン                               | | （吹き替えなし）                                |
| 1986   | 心みだれて Heartburn                                                                             | レイチェル                             | | （吹き替えなし）                                |
| 1987   | 黄昏に燃えて Ironweed                                                                            | ヘレン・アーチャー                     | アカデミー主演女優賞ノミネート                                                                                  | （吹き替えなし）                                |
| 1988   | クライ・イン・ザ・ダーク Evil Angels                                                             | リンディ                               | カンヌ国際映画祭 女優賞受賞 アカデミー主演女優賞ノミネート                                                      | （吹き替えなし）                                |
| 1989   | シー・デビル She-Devil                                                                           | メアリー・フィッシャー                 | | 藤田淑子（ソフト版） 島本須美（テレビ版）       |
| 1990   | ハリウッドにくちづけ Postcards from the Edge                                                     | スザンヌ                               | アカデミー主演女優賞ノミネート                                                                                  | 田島令子                                        |
| 1991   | あなたの死後にご用心! DEFENDING YOUR LIFE                                                        | ジュリア                               | | （吹き替え版なし）                              |
| 1992   | 永遠に美しく… Death Becomes Her                                                                  | マデリン・アシュトン                   | | 池田昌子（ソフト版） 一柳みる（日本テレビ版）   |
| 1993   | 愛と精霊の家 The House of Spirits                                                                | クララ                                 | | 一柳みる                                        |
| 1994   | 激流 The River Wild                                                                              | ゲイル・ハートマン                     | | 池田昌子（ソフト版） 塩田朋子（テレビ朝日版）   |
| 1995   | マディソン郡の橋 The Bridges of Madison County                                                   | フランチェスカ                         | アカデミー主演女優賞ノミネート                                                                                  | 吉田理保子（ソフト版） 丘みつ子（日本テレビ版） |
| 1995   | 判決前夜/ビフォア・アンド・アフター Before and After                                             | キャロリン・ライアン                   | | 一柳みる                                        |
| 1996   | マイ・ルーム Marvin's Room                                                                       | リー                                   | | 弥永和子                                        |
| 1998   | 母の眠り One True Thing                                                                          | ケイト                                 | アカデミー主演女優賞ノミネート                                                                                  | （吹き替え版なし）                              |
| 1998   | Dancing at Lughnasa                                                                              | ケイト                                 | | （吹き替え版なし）                              |
| 1999   | ミュージック・オブ・ハート Music of the Heart                                                    | ロベルタ                               | アカデミー主演女優賞ノミネート                                                                                  | 塩田朋子                                        |
| 1999   | Ginevra's Story                                                                                  | ナレーター                             | ドキュメンタリー                                                                                                | N/A                                             |
| 2001   | A.I. A.I. Artificial Intelligence                                                                |                                        | 声の出演 | 高島雅羅（ソフト版） 堀越真己（TBS版）          |
| 2002   | アダプテーション Adaptation.                                                                     | スーザン                               | ゴールデングローブ賞 助演女優賞受賞                                                                             | 鈴木弘子                                        |
| 2002   | めぐりあう時間たち The Hours                                                                     | クラリッサ                             | ベルリン国際映画祭銀熊賞受賞                                                                                    | 鈴木弘子                                        |
| 2003   | ふたりにクギづけ Stuck On You                                                                    | 本人                                   | アカデミー助演女優賞ノミネート                                                                                  | 竹村叔子                                        |
| 2004   | クライシス・オブ・アメリカ The Manchurian Candidate                                              | エレノア・ショー                       | | 池田昌子                                        |
| 2004   | レモニー・スニケットの世にも不幸せな物語 Lemony Snicket's A Series of Unfortunate Events         | ジョセフィーンおばさん                 | | 谷育子                                          |
| 2005   | Prime                                                                                            | リサ                                   | | N/A                                             |
| 2006   | 今宵、フィッツジェラルド劇場で A Prairie Home Companion                                          | ヨランダ                               | | 一城みゆ希                                      |
| 2006   | プラダを着た悪魔 The Devil Wears Prada                                                           | ミランダ                               | ゴールデングローブ賞 主演女優賞 (ミュージカル・コメディ部門)受賞 アカデミー主演女優賞ノミネート                 | 宮寺智子（ソフト版） 夏木マリ（日本テレビ版）   |
| 2006   | アントブリー The Ant Bully                                                                       | 女王アリ                               | 声の出演 | 弥永和子                                        |
| 2007   | 大いなる陰謀 Lions for Lambs                                                                     | ジャニーン・ロス                       | | 塩田朋子                                        |
| 2007   | いつか眠りにつく前に Evening                                                                     | ライラ・ロス                           | | 池田昌子                                        |
| 2007   | アフター・ザ・レイン Dark Matter                                                                 | ジョアンナ                             | | （吹き替え版なし）                              |
| 2007   | レンディション Rendition                                                                         | コリーン                               | | （吹き替え版なし）                              |
| 2008   | マンマ・ミーア! Mamma Mia                                                                        | ドナ・シェリダン                       | | 一柳みる                                        |
| 2008   | ダウト〜あるカトリック学校で〜 Doubt                                                             | シスター・アロイシアス                 | アカデミー主演女優賞ノミネート                                                                                  | 弥永和子                                        |
| 2009   | ジュリー&ジュリア Julie & Julia                                                                  | ジュリア                               | ゴールデングローブ賞 主演女優賞 (ミュージカル・コメディ部門)受賞 アカデミー主演女優賞ノミネート                 | 鈴木弘子                                        |
| 2009   | 恋するベーカリー It's Complicated                                                                | ジェーン・アドラー                     | | 駒塚由衣                                        |
| 2009   | ファンタスティック Mr.FOX Fantastic Mr. Fox                                                      | ミセス・フォックス                     | 声の出演 | 佐藤しのぶ                                      |
| 2011   | マーガレット・サッチャー 鉄の女の涙 The Iron Lady                                                | マーガレット・サッチャー               | アカデミー主演女優賞受賞 英国アカデミー賞 主演女優賞受賞 ゴールデングローブ賞 主演女優賞 (ドラマ部門)受賞       | 高島雅羅                                        |
| 2012   | 31年目の夫婦げんか Hope Springs                                                                  | ケイ・ソームズ                         | | 駒塚由衣                                        |
| 2013   | 8月の家族たち August: Osage County                                                               | ヴァイオレット・ウェストン             | アカデミー主演女優賞ノミネート                                                                                  | 宮寺智子                                        |
| 2013   | Girl Rising -少女たちの挑戦- Girl Rising                                                         |                                        | ナレーションのみ                                                                                                |                                                 |
| 2014   | ギヴァー 記憶を注ぐ者 The Giver                                                                  | 主席長老                               | | 鈴木弘子                                        |
| 2014   | ミッション・ワイルド The Homesman                                                                | アルサ・カーター                       | | かとう有花                                      |
| 2014   | イントゥ・ザ・ウッズ Into the Woods                                                              | 魔女                                   | アカデミー助演女優賞ノミネート                                                                                  | （吹き替え版なし）                              |
| 2015   | 幸せをつかむ歌 Ricki and the Flash                                                               | リッキー（リンダ）                     | | 一柳みる                                        |
| 2015   | 未来を花束にして Suffragette                                                                     | エメリン・パンクハースト               | | （吹き替え版なし）                              |
| 2016   | マダム・フローレンス! 夢見るふたり Florence Foster Jenkins                                       | フローレンス・フォスター・ジェンキンス | アカデミー主演女優賞ノミネート                                                                                  | 駒塚由衣                                        |
| 2017   | ペンタゴン・ペーパーズ/最高機密文書 The Post                                                     | キャサリン・グラハム                   | アカデミー主演女優賞ノミネート                                                                                  | 高島雅羅                                        |
| 2018   | マンマ・ミーア! ヒア・ウィー・ゴー Mamma Mia! Here We Go Again                                   | ドナ                                   | | 一柳みる                                        |
| 2018   | メリー・ポピンズ リターンズ Mary Poppins Returns                                                 | トプシー                               | | 島田歌穂                                        |
| 2019   | ザ・ランドロマット -パナマ文書流出- The Laundromat                                               | エレン・マーティン                     | | 野沢由香里                                      |
| 2019   | ストーリー・オブ・マイライフ/わたしの若草物語 Little Women                                       | マーチおばさん                         | | 高島雅羅                                        |
| 2020   | ザ・プロム The Prom                                                                              | ディーディー・アレン                   | | 高島雅羅                                        |
| 2020   | レット・ゼム・オール・トーク Let Them All Talk                                                   | アリス・ヒューズ                       | | （吹き替え版なし）                              |
| 2020   | ほら、ここにいるよ: このちきゅうでくらすためのメモ HERE WE ARE: NOTES FOR LIVING ON PLANET EARTH | ナレーター                             | 声の出演 | 塩田朋子                                        |
| 2021   | ドント・ルック・アップ Don't Look Up                                                             | ジャニー・オルレアン大統領             | | 高島雅羅                                        |
| 2022   | Sell/Buy/Date                                                                                    | N/A                                    | 製作総指揮 | N/A                                             |
| 2026   | The Devil Wears Prada 2                                                                          | ミランダ・プリーストリー               | |                                                 |
| 2026   | Narnia: The Magician's Nephew                                                                    | アスラン                               | |                                                 |

### テレビシリーズ
| 放映年 | 邦題 原題                                                   | 役名                                    | 備考                                                              | 吹き替え          |
| ------ | ----------------------------------------------------------- | --------------------------------------- | ----------------------------------------------------------------- | ----------------- |
| 1978   | ホロコースト/戦争と家族 Holocaust                           | インガ・ヘルムス・ワイス                | ミニシリーズ 計4話出演                                            | 阪口美奈子        |
| 1994   | ザ・シンプソンズ The Simpsons                               | ジェシカ・ラブジョイ                    | 声の出演 第6シーズンの第7話「ガールフレンドはメリル・ストリープ」 | TBA               |
| 1999   | キング・オブ・ザ・ヒル King of the Hill                     | エズメ・ドーテリーヴおばさん            | 声の出演 第4シーズン第6話「A Beer Can Named Desire」              | N/A               |
| 2003   | エンジェルス・イン・アメリカ Angels In America              | エセル・ローゼンバーグ / ハンナ・ピット | ミニシリーズ                                                      | 谷育子            |
| 2019   | ビッグ・リトル・ライズ2 Big Little Lies                     | メアリー・ルイーズ・ライト              | シーズン2: メインキャスト                                         | 高島雅羅          |
| 2023   | エクストラポレーションズ:すぐそこにある未来 Extrapolations  | イヴ                                    | 第2話「クジラの死」                                               | 萩尾みどり        |
| 2022-  | マーダーズ・イン・ビルディング Only Murders in the Building | ロレッタ・ダーキン                      | シーズン3: 計9話出演                                              | 高島雅羅／ 平野文 |